# 鄭共公
鄭共公（？—前424年），姬姓，名丑，鄭國第二十二任君主，在位32年。
鄭共公是鄭聲公之弟，前455年鄭人殺鄭哀公後，被立為國君，並在當年改元。
楊寬先生考証認為在鄭哀公被殺當年改元，在位為32年。
哀公八年（前455年），鄭人弒哀公立鄭共公為國君。
共公三年（紹興本《史記集解》作「共公二年」）（前453年），晉國三卿滅知伯。
三十二年（前424年），鄭共公卒。